# Heading for Tomorrow
Heading for Tomorrow – pierwszy studyjny album niemieckiego zespołu powermetalowego Gamma Ray. W 2002 roku został wydany ponownie jako część box-setu Ultimate Collection.

## Lista utworów
1. "Welcome" (Hansen) – 0:57
2. "Lust for Life" (Hansen) – 5:19
3. "Heaven Can Wait" (Hansen) – 4:28
4. "Space Eater" (Hansen) – 4:34
5. "Money" (Hansen) – 3:38
6. "The Silence" (Hansen) – 6:24
7. "Hold Your Ground (Hansen) – 4:49
8. "Free Time" (Scheepers) – 4:56
9. "Heading for Tomorrow" (Hansen) – 14:31
10. "Look at Yourself" (Hensley) – 4:45 (cover Uriah Heep )

2002 Bonus Tracks
1. "Mr. Outlaw" (Scheepers) – 4:09
2. "Lonesome Stranger" (Hansen) – 4:58
3. "Sail On" (Hansen) – 4:24

- Look At Yourself pojawia się tylko w wersji CD
- Trzy bonusowe ścieżki z wydania z roku 2002 znajdują się też na Heaven Can Wait EP.

## Skład zespołu
- Ralf Scheepers – śpiew
- Kai Hansen – gitary
- Uwe Wessel – gitara basowa
- Mathias Burchardt – perkusja

### Gościnnie
- Dirk Schlächter – gitara basowa w utworach Space Eater i Money
- Tommy Newton – gitara w utworze Freetime
- Tammo Vollmers – perkusja w utworze Heaven Can Wait
- Mischa Gerlach – keyboard